# Herbert Edwin Bradley
Herbert Edwin Bradley, né le 20 décembre 1871 et mort le 22 avril 1961, est un avocat américain né au Canada, également investisseur immobilier, chasseur de gros gibier et directeur de zoo. Né d'un agriculteur à Brooklin, en Ontario, Bradley est diplômé de l'Université du Michigan et de la Northwestern University Pritzker School of Law . Bradley exerce dans le domaine du droit minier avant de s'impliquer dans l'investissement immobilier à Chicago. Il épouse Mary Hastings Bradley en 1910 et leur fille, Alice Bradley Sheldon, alias James Tiptree Jr, nait en 1915. Bradley emmène sa famille au Congo belge en 1921 dans le cadre de l'expédition du Musée américain d'histoire naturelle de Carl Ethan Akeley. C'est l'une des premières expéditions à étudier les gorilles. L'expédition suit certains des animaux et en abat cinq pour les exposer dans les musées américains. Bradley entreprend d'autres expéditions en Afrique en 1924 et 1930–1; il se rend à Sumatra et en Indochine en 1935 pour chasser les tigres. Bradley est devenu président du comité des animaux du zoo de Brookfield en 1933, avec la responsabilité de trouver des animaux pour la collection. Il occupe ce poste et cette nomination en tant que vice-président du zoo jusqu'en 1951, date à laquelle il démissionne pour entreprendre une expédition de collecte d'animaux en Afrique.

## Jeunesse

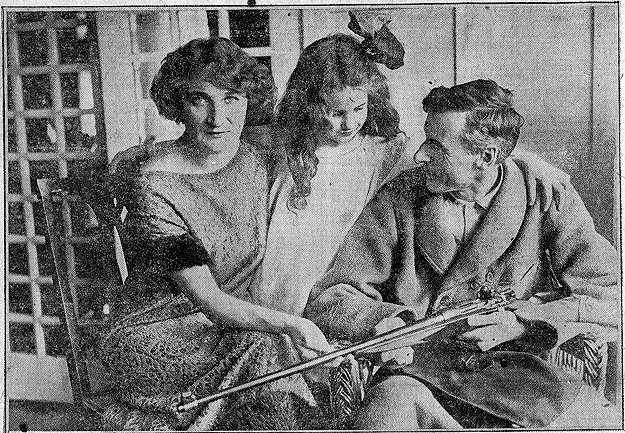
Herbert Bradley et sa famille en 1924

Herbert Edwin Bradley est né à Brooklin, en Ontario, le 20 décembre 1871, le troisième fils (sur six) d'un fermier,. Il suit une formation d'enseignant à l'Université du Michigan aux États-Unis avant de fréquenter la Northwestern University Pritzker School of Law (en) à Chicago,. Après ses études, il se spécialise en droit minier et exerce à Chicago à partir de 1901,. À peu près à cette époque, il s' implique dans l'investissement immobilier et construit des appartements sur South Side, à Chicago.
Bradley épouse Mary Hastings, une voyageuse et écrivaine, en 1910,. Le couple emménage dans un appartement au 5344 Hyde Park Boulevard à Chicago en 1912, où ils habitent jusqu'à la fin de leur vie. Le bloc d'appartements dispose d'un bâtiment construit par Bradley, et ils occupaient le dernier étage, plus un penthouse et un jardin sur le toit, et étaient accompagnés d'un personnel de domestiques. Le couple a eu une fille, Alice, en 1915 ; elle est devenue plus tard écrivaine de science-fiction sous le pseudonyme de James Tiptree Jr.

## Expédition de 1921–22
Bradley est un chasseur de gros gibier (en) et emmène sa famille dans l'expédition organisé du Musée américain d'histoire naturelle de Carl Ethan Akeley au Congo belge en 1921. Certains contemporains ont critiqué sa décision d'emmener sa femme et son enfant dans l'expédition, considérant que c'était une «folie». L'expédition part à la recherche de gorilles, peu étudiés jusqu'alors. En plus de suivre et de photographier les animaux, l'expédition abat et tue cinq animaux pour les récupérer et les préserver en tant qu'expositions de musée,,.
Une partie de la viande de gorille est mangée par les membres de l'expédition. Akeley rappelle que lorsque Bradley tire sur un homme grand et placide, «il faut à une personne toute son ardeur scientifique pour ne pas se sentir comme un meurtrier» et Mary, discutant du même événement, a noté qu'« elle n'oublierait jamais l'humanité de ce visage noir et retroussé. . » . Plus tard, elle fait campagne pour que les gorilles soient protégés des chasseurs de gibier et pour que des réserves de protection soient établies. Au cours de l'expédition, Bradley et Alice tombent malades et une série de transfusions sanguines de Mary sont nécessaires pour leur sauver la vie. L'expédition retourne aux États-Unis en 1922 et Bradley passe les deux années suivantes en convalescence,. Mary publie un livre sur l'expédition On the Gorilla Trail en 1922.

## Fin de vie
Bradley et sa famille partent pour une deuxième expédition au Congo en 1924, qui est la première à traverser le pays à l'ouest du lac Edouard ; Mary  publie Caravans and Cannibals en 1926 à propos de ce voyage. Une troisième expédition de 1930-1931 étudie les Pygmées africains (en) et les Mangbetu. Bradley est ensuite parti en 1935 à Sumatra et en Indochine pour chasser les tigres.
Bradley s'implique dans la gestion du zoo Brookfield de Chicago et devient en 1933 est le président de leur comité des animaux, chargé de rassembler les animaux pour la collection. Il devient ensuite vice-président du zoo, bien qu'il démissionne en 1951 pour se lancer dans une expédition de collecte d'animaux en Afrique. Bradley avait pour objectif d'apporter des okapis au zoo depuis 1939 et il atteint cet objectif en 1955. Il meurt à Chicago le 22 avril 1961.